# André Capron (médecin)
Pour les articles homonymes, voir André Capron et Capron.
André Capron, né le 30 décembre 1930 à Lens (Pas-de-Calais) et mort le 10 janvier 2020 à Seclin (Nord), est un docteur en médecine, un immunologiste et parasitologue français. 

## Biographie
André Capron était membre de l'Institut de France depuis 1988 et a été délégué aux relations internationales de l'Académie des sciences de 2003 à 2007. Il a été chef du service d'immunologie au CHU de Lille (1970-2000), professeur à l'université de Lille (1970-2000), directeur du centre d'immunologie et de biologie parasitaire à l'Institut Pasteur (1975-2001), directeur de l'Institut Pasteur de Lille (1994-2000). Il est professeur émérite à l'université de Lille et directeur honoraire de l'Institut Pasteur de Lille.
André Capron a été président du conseil scientifique de l'Inserm (1987-1991), président du conseil d'administration de l'ANRS (1999-2002), président du comité stratégique régional de recherche en biologie et santé (depuis 1993), membre du conseil scientifique de l'École normale supérieure (depuis 2001). Il était, depuis 2006, président du Groupe inter-académique pour le développement.

## Travaux
L'engagement d'André Capron pour le développement de la recherche biomédicale dans les pays du tiers Monde l'a amené à créer, avec Pierre Aigrain, la première Commission nationale « Santé et développement », puis à présider le premier programme européen Sciences et Techniques en faveur du développement (1983-1987). Il a été président du programme Bilharziose de l'OMS (1997-1983), et à l'issue de ce mandat, il a été membre du Scientific Advisory Group of Experts de l'OMS (1987-1999) et membre du Scientific and Technical Advisory Committee de l'OMS (1988-1992).
André Capron a consacré l'ensemble de sa carrière scientifique à l'étude de la biologie des parasites et au développement de nouvelles stratégies de prévention des grandes endémies parasitaires, notamment les bilharzioses. Parallèlement à ses activités de recherche, il a pris une part active au développement de la recherche biomédicale dans les pays en développement.
Après des travaux d'helminthologie comparée, André Capron s'est intéressé à une discipline alors naissante, l'immunochimie, et a orienté ses activités vers l'immunologie parasitaire dont il est désormais reconnu comme l'un des fondateurs. Ses travaux ont conduit au développement de méthodes nouvelles de diagnostic immunologique des maladies parasitaires (bilharzioses, hydatidose, distomatose) et parallèlement à la mise en évidence des relations moléculaires ente l'hôte et le parasite. La découverte de parentés antigéniques entre parasite et hôte a jeté les bases du concept de mimétisme hôte-parasite. André Capron a continué pendant toute sa carrière à analyser la relation hôte parasite et est l'auteur de nombreux travaux fondamentaux dans le déchiffrage de ce qu'il a nommé le « langage moléculaire » des parasites.
Ayant abordé le domaine fondamental des mécanismes immunitaires dans des modèles expérimentaux d'affections parasitaires et chez l'homme, André Capron s'est consacré plus particulièrement à l'étude des schistosomes et de la schistosomiase. Il a ainsi mis en évidence l'existence d'anticorps cytotoxiques dans la schistosomiase humaine et démontré la production par les parasites de facteurs immunosuppresseurs. Appliquant très tôt les techniques de production d'anticorps monoclonaux et les techniques de biologie moléculaire, André Capron et son équipe ont mené des travaux fondamentaux sur la génétique moléculaire des schistosomes, qui ont conduit à l'identification et au clonage moléculaire d'une protéine vaccinante dans la schistosomiase. Ce vaccin, entré en phase d'essais cliniques depuis 1998, est le résultat de progrès considérables dans la définition d'un vaccin potentiel contre la bilharziose, seconde endémie parasitaire mondiale après le paludisme.
André Capron a identifié de nouveaux mécanismes effecteurs de l'immunité anti-parasitaire : il a démontré les fonctions protectrices des anticorps IgE dans l'immunité anti-parasitaire; il a découvert un mécanisme totalement nouveau de cytotoxicité antiparasitaire impliquant des macrophages; il a élucidé le rôle des macrophages, des éosinophiles et des plaquettes et il a décrit une nouvelle classe de récepteurs pour les IgE sur les cellules inflammatoires, jetant les bases de nouveaux concepts concernant les mécanismes cellulaires impliqués non seulement dans la réponse immunitaire contre les parasites, mais également dans les affections allergiques.

## Prix et distinctions
- Prix Leveau de l'Académie nationale de médecine (1959)
- Président de la Société Française d'Immunologie (1981-1985)
- Elected Fellow, New York Academy of Sciences (1984)
- Prix recherche et médecine, Institut des sciences de la santé (1984)
- Honorary Fellow, London School of Tropical Medicine and Hygiene (1985)
- Prix Richard Lounsbery, Académie des sciences et National Academy of Sciences, États-Unis (1986)
- Bernard Nocht Medal (1987)
- Oscar des inventions (1987)
- Vice-président de la Royal Society of Tropical Medicine and Hygiene (1987)
- Prix Sphères du mécénat, Fondation FIAT France, Institut de France (1989)
- Prix Kuhlmann, Société des sciences, de l'agriculture et des arts de Lille (1989)
- Prix international de médecine, King Faisal Foundation( 1990)
- Commandeur de l'ordre du Lion (1990)
- Commandeur de l'ordre national du Mérite (1990)
- Membre de l'Académie nationale de médecine (1991)[5]
- Membre honoraire de l'Académie royale de médecine de Belgique (1994)
- Docteur « honoris causa' » de l'université de Bruxelles (1997)
- Docteur honoris causa de l'université de Gand (1999)
- Grand Prix de la Fondation pour la Recherche médicale (2000)
- Officier de l'ordre national de la Légion d'honneur (2007)
- Commandeur de l'ordre national de la Légion d'honneur (2016)[6]

## Publications
Ci-dessous, une liste des publications les plus représentatives d'André Capron. 
- (en) André Capron, J. Dessaint, M. Capron et al., « Specific IgE antibodies in immune adherence of normal macrophages to Schistosoma mansoni schistosomules », Nature, no 253,‎ 1975, p. 474–475 (DOI https://doi.org/10.1038/253474a0).
- (en) M. CAPRON, A. CAPRON, E.-J. GOETZL et K.-F. AUSTEN, « Tetrapeptides of the eosinophil chemotactic factor of anaphylaxis (ECF-A) enhance eosinophil Fc receptor », Nature, no 289,‎ 1981, p. 71-73.
- (en) A. HAQUE et A. CAPRON, « Transplacental transfer of rodent microfilariae induce antigen specific tolerance in rats », Nature, no 299,‎ 1982, p. 361-363.
- (en) J.-M. GRYZCH, M. CAPRON, P.-H. LAMBER, C. DISSOUS, S. TORRES et A. CAPRON, « An anti-idiotype vaccine against experimental Schistosomiasis », Nature, no 316,‎ 1985, p. 74-75.
- (en) D. BOUT, M. JOSEPH, M. PONTET, H. VORNG, D. DESLEE et A. CAPRON, « Rat resistance to Schistosomiasis : Platelet - mediated cytotoxicity induced by C-reactive Protein », Science, no 231,‎ 1986, p. 153-156.
- (en) C. DISSOUS, J.-M. GRZYCH et A. CAPRON, « Schistosoma mansoni shares a protective oligo-saccharide epitope with freshwater and marine snails », Nature, no 323,‎ 1986, p. 443-445.
- (en) J.M. BALLOUL, P. SONDERMEYER, D. DREYER et M. CAPRON, « Molecular cloning of a protective antigen against schistosomiasis », Nature, no 326,‎ 1987, p. 149-153.
- (en) J.Y. CESBRON, A. CAPRON, B.B. VARGAFTIG, M. LAGARDE, J. PINCEMAIL, P. BRAQUET, J. TAELMAN et M. JOSEPH, « Platelets mediate the action of diethylcarbamazine on microfilariae », Nature, no 325,‎ 1987, p. 533-536.
- (en) A. CAPRON, J.P. DESSAINT, M. CAPRON, J.H. OUMA et A.E. BUTTERWORTH, « Immunity to schistosomes : Progress Toward Vaccine », Science, no 238,‎ 1987, p. 1065-1072.
- (en) J.C. AMEISEN, B. GUY, J.P. LECOCQ, S. CHAMARET, L. MONTAGNIER, M. LOCHE, B. MACH, A. TARTAR, Y. MOUTON et A. CAPRON, « Persistent antibody response to the HIV-I-negative regulatory factor in HIV-I infected seronegative persons », New Engl. J. Med, no 320,‎ 1989, p. 251-252.
- (en) M.F. CESBRON-DELAUW, B. GUY, G. TORPIER, R.J. PIERCE, G. LENZEN, J.Y. CESBRON, H. CHARIF, P. LEPAGE, F. DARCY, J.P. LECOCQ et A. CAPRON, « Molecular characterization of a 23-kilodalton major antigen secreted by Toxoplasma gondii », Proc. Natl. Acad. Sci, no 86,‎ 1989, p. 7537-7541.
- (en) M.J. TRUONG, V. GRUART, J.P. KUSNIERZ, J.P. PAPIN, S. LOISEAU, A. CAPRON et M. CAPRON, « Human neutrophils express immunoglobulin E (IgE)-binding proteins (Mac-2/eBP) of the S-type lectin family : role in IgE-dependent activation », J. Exp. Med, no 177,‎ 1993, p. 243-248.
- (en) A. SOUSSI GOUNNI, B. LAMKHIOUED, K. OCHIAI, Y. TANAKA, E. DELAPORTE, A. CAPRON, J.P. KINET et M. CAPRON, « High-affinity IgE receptor on eosinophils is involved in defence against parasites », Nature, no 367,‎ 1994, p. 183-186.
- (en) M. CAPRON et A. CAPRON, « Immunoglobulin E and effector cells in Schistosomiasis », Science, no 264,‎ 1994, p. 1876-1877.
- (en) G. RENAULD-MONGENIE, N. MIELCAREK, J. CORNETTE, A. SCHACHT, A. CAPRON et G. RIVEAU, « Induction of mucosal immune responses against a heterologous antigen fused to filamentous hemagglutinin after intranasal immunization with recombinant Bordetella pertussis », Proc. Natl. Acad. Sci. USA, no 93,‎ 1996, p. 7944-7949.
- (en) H. ESCRIVA, R. SAFI, C. HANNI, M. LANGLOIS, P. SAUMITOU-LAPRADE, D. STEHELIN, A. CAPRON, R. PIERCE et V. LAUDET, « Ligand binding was acquired during evolution of nuclear receptors », Proc. Natl. Acad. Sci. USA, no 94,‎ 1997, p. 6803-6808.
- (en) V. ANGELI, C. FAVEEUW, O. ROYE, J. FONTAINE, E. TEISSIER, A. CAPRON, I. WOLOWCZUK, M. CAPRON et F. TROTTEIN, « Role of the parasite-derived prostaglandin D2 in the inhibition of epidermal Langerhans cell migration during schistosomiasis infection », J. Exp. Med, no 193,‎ 2001, p. 1135-1147.